# Anaïs Quemener
Anaïs Quemener, née le 1er avril 1991, est une athlète française, spécialiste des courses de fond, plusieurs fois sacrée championne de France du marathon.

## Biographie
Née en 1991, elle commence l'athlétisme à l'âge de 7 ans. Elle fonde le club d’athlétisme La Meute Running à Mitry-Mory avec son père Jean-Yves Quemener, qui est également son entraîneur personnel,. Elle exerce la profession d'aide-soignante en Seine-Saint-Denis,. 
Elle soutient et accompagne des projets liant sport et santé afin d’aider les femmes atteintes du cancer du sein, maladie dont elle-même a été diagnostiquée en 2015, alors qu'elle avait l'intention de se préparer pour les championnats de France d’athlétisme en fin de saison. Elle doit mettre le sport en suspens pendant quelque temps pour se battre contre cette maladie. Après une intervention chirurgicale, elle doit accepter un traitement basé sur une immunotherapie associée à une chimiothérapie. 
Pendant huit mois, les traitements de chimiothérapie se succèdent. En février 2016, Anaïs Quemener est toutefois autorisée à reprendre les compétitions. Quelques mois plus tard, elle devient championne de France de marathon. « Quand j’étais dans le dur, je repensais à tous ces moments difficiles », explique-t-elle. Son retour à la compétition fait d'elle un « symbole de résilience ».
Le 20 novembre 2022, elle est de nouveau sacrée championne de France de marathon en 2 h 40 min 36 s, après son titre de 2016, et termine également meilleure Française au marathon de Paris. Le 2 avril 2023 à ce marathon de Paris, elle bat son record en 2 h 32 min 12 s avec un dénivelé positif de 200 m ainsi qu'un temps froid, venteux et humide. En juillet 2023, elle remporte, pour la course féminine, le semi-marathon du Ventoux, améliorant le meilleur temps féminin de cette course (qui était détenu par Aline Camboulives). Elle s'aligne en septembre 2023 sur le départ du marathon de Berlin et bat pour l’occasion son record personnel de plus de 3 minutes en 2 h 29 min 1 s, devenant la 7e performeuse française. 

## Palmarès
| Année | Épreuve                                 | Lieu                                        | Position | Type       | Temps           |
| ----- | --------------------------------------- | ------------------------------------------- | -------- | ---------- | --------------- |
| 2022  | Marathon Poitiers Futuroscope           | Poitiers                                    | 1er      | Individuel | 2 h 43 min 14 s |
| 2022  | La grande classique Paris-Versailles    | Paris-Versailles                            | 1er      | Individuel | 58 min 56 s     |
| 2022  | Championnats de France de marathon 2022 | Deauville                                   | 2e       | Individuel | 2 h 40 min 37 s |
| 2022  | Départementaux 1/2 fond long            | Stade Adolphe-Chéron, Saint-Maur-des-Fossés | 2e       | Individuel | 16 min 32 s     |
| 2022  | 10K de Paris                            | Paris                                       | 2e       | Individuel | 34 min 20 s     |
| 2022  | Semi-marathon de Paris                  | Paris                                       | 13e      | Individuel | 1 h 14 min 57 s |
| 2022  | Marathon de Paris                       | Paris                                       | 14e      | Individuel | 2 h 37 min 26 s |
| 2022  | 20 km de Paris                          | Paris                                       | 16e      | Individuel | 1 h 11 min 44 s |
| 2022  | Corrida de Houilles                     | Houilles                                    | 18e      | Individuel | 34 min 26 s     |
| 2019  | Marathon de Paris                       | Paris                                       | 9e       | Individuel | 2 h 47 min 57 s |
| 2016  | Championnats de France de marathon 2016 | Tours                                       | 1re      | Individuel | 2 h 55 min 26 s |